# Edward Russell (23e baron de Clifford)
Pour les articles homonymes, voir Edward Russell.
Edward Southwell Russell, 23e baron de Clifford (30 avril 1824 - 6 août 1877) est un homme politique britannique Whig.

## Biographie
Russell est le fils du commandant John Russell, troisième fils de William Russell, et de Sophia Coussmaker, baronne de Clifford. Il est baptisé le 27 mai 1824 à Ratley, Warwickshire, en Angleterre, puis fait ses études au Trinity College, Cambridge. Du côté de son père, il est lié aux ducs de Bedford et est un cousin au deuxième degré du premier ministre pendant son mandat au parlement, John Russell (1er comte Russell).
En 1853, il épouse Harriet Agnes Elliot, fille de l'amiral Charles Elliot et de Clara Genevieve née Windsor. Ils ont au moins quatre enfants: Maud Clara Russell (1853–1947); Edward Southwell Russell (1855–1894); Charles Somerset Russell (1857–1886); et Katherine Russell (1861–1950) .
Russell est élu député whig pour Tavistock en 1847 et occupe le siège jusqu'en 1852 ne se représentant pas aux élections.
Il devient le 23e baron de Clifford à la mort de sa mère en 1874. Après sa mort trois ans plus tard, le titre passe à son fils et homonyme, Edward Southwell Russell.